# Baranów (powiat grodziski)
Baranów – wieś sołecka w Polsce położona w województwie mazowieckim, w powiecie grodziskim. Siedziba gminy Baranów.
Wieś królewska w dzierżawie Kaski w ziemi sochaczewskiej województwa rawskiego w 1792 roku.
Do 1954 siedziba gminy Kaski. W latach 1954–1968 wieś należała i była siedzibą władz gromady Baranów, po jej zniesieniu w gromadzie Kaski, będąc jej siedzibą. Od 1973 należy i jest siedzibą władz gminy Baranów. W latach 1975–1998 miejscowość należała administracyjnie do województwa skierniewickiego.
Baranów jest siedzibą rzymsko-katolickiej parafii św. Józefa Oblubieńca Najświętszej Maryi Panny.